# Mit'hat Aranitasi
Mit'hat Mustafa Aranitasi lub Mit'hat Mustafa Araniti (ur. 15 marca 1912 w Salonikach, zm. 29 listopada 1992 w Tiranie) – albański sędzia, publicysta i satyryk, autor ponad 250 tłumaczeń.

## Życiorys
Uczył się w szkołach podstawowych w austriackim Freistadcie oraz na wyspie Korfu, następnie naukę kontynuował w Pizie i Rzymie oraz studiował prawo na Uniwersytecie w Zagrzebiu. Współpracował z czasopismami Illyria, Bota e Re, Revista Literare oraz Bashkimi i Kombit; jako publicysta używał pseudonimów Rrém Vogli, Jago Blini, Ja Që Hë i Sufi Asmon Sufës.
Na początku lat 40. pełnił funkcję sędziego pokoju w Gjirokastrze, a Prizrenie, Elbasanie i Durrësie. Należał do Albańskiej Partii Socjaldemokratycznej. Angażował się również w działalność nacjonalistycznej organizacji Balli Kombëtar; w sierpniu 1943 był jej delegatem do konferencji w Mukje.
Od końca 1943 roku do 21 listopada 1944 roku pełnił funkcję szefa sztabu albańskiego Ministerstwa Sprawidliwości. Został wówczas aresztowany za działalność w Balli Kombëtar i wypuszczony na wolność w kwietniu 1954 roku; wyrok odbywał w Tiranie i w Burrelu. Od maja 1954 do swojej śmierci był internowany; zajmował się wówczas rolnictwem oraz tłumaczeniem w dziedzinie albanistyki, archeologii, numizmatyki i etymologii dla muzeów archeologicznych w Tiranie oraz w Durrësie. Przekłady Aranitasiego były u niego zamawiane przez Uniwersytet Tirański oraz Akademię Nauk Albanii na potrzeby zasilenia zasobów swoich bibliotek.
Znał języki włoski, serbski, angielski, francuski, niemiecki, rosyjski, turecki i rumuński.

## Prace
- Qyfyre të Rrem Voglit, katunar pri Rrashbulle: Skica humoristike dhe publicistike (1996; wydanie pośmiertne)[4][2][5]

## Wybrane tłumaczenia[4][1][5]
- Bibliografia ilire Aleksandara Stipčevicia
- Fjalor etimologjik i indogjermanishtes Kamila Prashnikera i A. Schrobera
- Fjalor i emrave personalë ilirë të vjetër Hansa Krahego
- Gjuha e ilirëve Hansa Krahego
- Gjuha e ilirëve të vjetër: fjalor i relikteve gjuhësore ilire Antuna Mayera
- Gjuha mesapishte C. de Simone’a
- Ilirët, historia, jeta, kultura Aleksandara Stipčevicia
- Illyricus Fluvius Radoslava Katičicia
- Kërkime iliro-shqiptare Lajosa Thallóczy’ego
- Lashtësia e gjallë: studime onomastike ilire Duje Rendicia Miočevicia
- Miscellanea Illyrica: kontribut për dokumentimin arkaik të dyndjes egjeane Dragi Garašanin
- Onomastika dardane Fanuli Papazoglu

## Ordery
Został nagrodzony pośmiertnie orderami Latarni Demokracji, Nderi i Kombit oraz Naima Frashëriego.

## Życie prywatne
Syn Naxhije oraz Mustafy – pułkownika armii osmańskiej, stacjonującego w Salonikach oraz albańskiego ministra wojny w latach 1923–1924. Sam Mit'hat Araniti miał brata oraz córkę.
W 1958 roku ożenił się z Agime Pipą.